# Proclamation of Rebellion

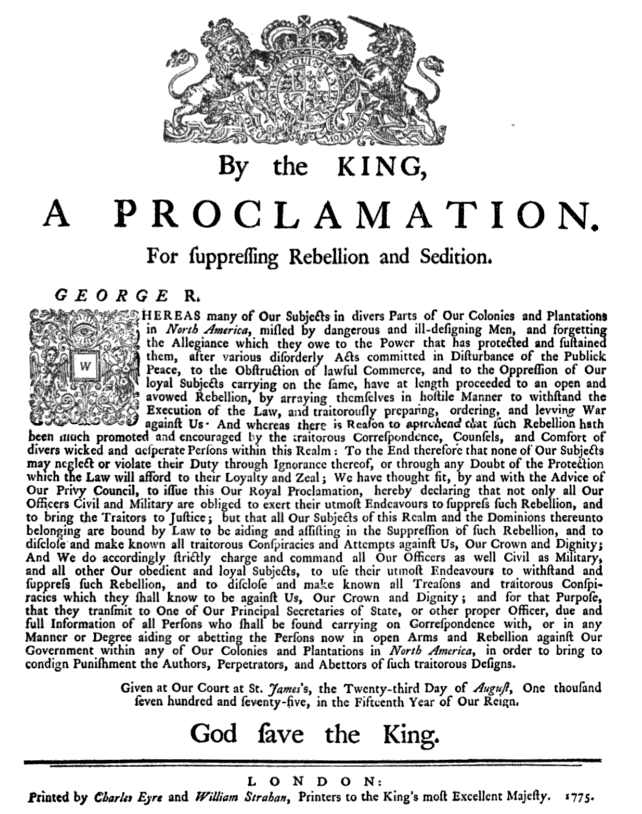
Proclamation of Rebellion, Druck von 1775

Mit der Proclamation of Rebellion (Ausrufung der Rebellion) vom 23. August 1775 reagierte der britische König Georg III. offiziell auf die für die Briten verlustreiche Schlacht von Bunker Hill am 17. Juni 1775, eine der Schlachten des Amerikanischen Unabhängigkeitskriegs.
In einem Schreiben an Lord Sandwich vom 1. Juli 1775 beschrieb der König seine Haltung zu den Kolonien:

„I am of the opinion that when once these rebels have felt a smart blow, they will submit; and no situation can ever change my fixed resolution, either to bring the colonies to due obedience to the legislature of the mother country or to cast them off!“

„Ich bin der Meinung, dass diese Rebellen sich ergeben werden, wenn sie nur einen tüchtigen Schlag verspürt haben; keine politische Lage könnte jemals meine feste Haltung ändern, die Kolonien entweder wieder zum der Gesetzgebung des Mutterlands schuldigen Gehorsam zu bringen oder sie aufzugeben!“

Unter dem offiziellen Titel A Proclamation for Suppressing Rebellion and Sedition rief die britische Regierung den „offen erklärten Aufstand“ in den Dreizehn Kolonien aus. Die britischen Amtsträger wurden aufgefordert, „bis zum Äußersten zu gehen, um einer solchen Rebellion Widerstand zu leisten und sie zu unterdrücken“. Die Proklamation forderte darüber hinaus die Untertanen im gesamten Britischen Weltreich einschließlich derjenigen im Vereinigten Königreich selbst auf, jeden, der „verräterischen Schriftverkehr“ mit den Rebellen weiterverbreite, zur Bestrafung anzuzeigen.
Die Proklamation wurde verfasst, bevor das Colonial Office unter der Leitung des Kolonialministers Lord Dartmouth Kenntnis von der Olive Branch Petition des Kontinentalkongresses erlangte. Nachdem der König sich geweigert hatte, die Petition entgegenzunehmen, stellt die Proclamation of Rebellion die offizielle Antwort Großbritanniens auf die Petition des Kongresses dar.
Am 27. Oktober 1775 wurde das britische Kabinett unter Premierminister Lord North deutlicher. In einer Thronrede vor dem Parlament führte Georg III. aus, dass die Rebellion von einer „aussichtslosen Verschwörung“ der Krone gegenüber illoyaler Anführer angefacht worden sei. In Wahrheit wollten die Rebellen ein „unabhängiges Reich“ schaffen. Die Rede ließ durchscheinen, dass die Regierung die Absicht habe, die Krise mit Waffengewalt zu beenden. Zu diesem Zweck wolle sie sogar „freundliche Hilfsangebote aus dem Ausland“ in Betracht ziehen, um die Rebellion zu unterdrücken, ohne dass Brite gegen Brite kämpfen müsse. Eine proamerikanische Minderheit im Parlament warnte die Regierung davor, die Kolonisten in die Unabhängigkeit zu drängen – viele Anführer der Kolonien hatten deutlich gemacht, dass dies nicht ihre Absicht sei.
Am 6. Dezember verabschiedete der Kontinentalkongress eine Antwort auf die Proklamation. Während die Delegierten ihre Loyalität zur Krone bekräftigten, betonten sie zugleich, dass das britische Parlament keine politische Autorität über die Kolonien ausüben könne, da diese nicht demokratisch repräsentiert seien. Es sei die Pflicht des Kongresses, gegen die „Unerträglichen Gesetze“ Widerstand zu leisten, die die britische Verfassung verletzten. Sollten Unterstützer im Vereinigten Königreich bestraft werden, weil sie „die Sache der amerikanischen Freiheit begünstigten, unterstützten oder ihr Vorschub leisteten“, würde dies vergolten werden. Der Kongress stellte fest, dass man noch hoffe, das „Unheil eines Bürgerkriegs“ abwenden zu können.
Sowohl die Proklamation als auch die Thronrede schwächten die Position auf Ausgleich bedachter Delegierter im Kontinentalkongress. John Dickinson vertrat die Ansicht, dass das Problem beim britischen Parlament liege und ein Appell an den König die Situation klären würde. Er hatte Thomas Jeffersons ersten Entwurf der Olive Branch Petition überarbeitet und den Text entschärft. Als deutlich wurde, dass der König nicht vermittelnd eingreifen würde, stärkte dies die Stellung der Patrioten, auf Unabhängigkeit bedachter Delegierter wie John Adams. Thomas Paines Schrift Common Sense, erschienen am 10. Januar 1776, legte dar, dass vom König keine Lösung des Konflikts zu erwarten sei. Am 4. Juli 1776 verabschiedete der Kontinentalkongress die Unabhängigkeitserklärung der Vereinigten Staaten.